# 東方緋想天 ～ Scarlet Weather Rhapsody.

緋想天ver 1.06遊戲主選單

《東方緋想天 ～ Scarlet Weather Rhapsody.》是由上海愛麗絲幻樂團與黃昏邊境共同製作的格鬥遊戲，是東方Project的10.5作。當初此作預定是被稱為9.8作，後來則轉為10.5作。

## 概要
本作的體驗版最初與《東方風神錄 ～ Mountain of Faith.》的正式版同時在2007年8月17日（Comic Market 72）發佈，其後在2008年4月29日在網上開放下載體驗版，最後在5月25日（第5回博麗神社例大祭）正式發售。東方緋想天是一隻以東方Project的角色為主題的對戰型格鬥遊戲。遊戲製作主要由黃昏邊境擔當，劇本、新角色設定及音樂等則交由ZUN作負責。本作的前作可算是同屬對戰型格鬥遊戲的《東方萃夢想 ～ Immaterial and Missing Power.》，本作登場的角色除了有《萃夢想》有故事模式的10名外，還新增了《永夜抄》的「鈴仙·優曇華院·因幡」、《花映塚》的「射命丸文」以及「小野塚小町」，加上本作新登場的2名，總共有15名登場角色。
角色的設定是由ZUN負責的，而原畫則由「alphes」制作。

## 基本系統

《東方緋想天》遊戲畫面，其中角色射命丸文正在對博麗靈夢發動符卡攻擊。

本作的遊戲類型被官方定為「彈幕對戰格鬥遊戲」，不論是與東方Project傳統的彈幕射擊遊戲還是其他格鬥遊戲都有很大分別。

### 自機選擇
首先在選擇遊戲模式後，可以從眾多性能各不同的角色之中選擇其中一位，卡組（後述）則可在主選單的「Config」中設定好。故事模式最初只有3名角色可以使用，隨著使用更多角色破關之後會開放更多的角色供選擇，最終總共可以選擇到15人。自由模式和練習模式最初只有13名之前的作品中已登場的角色，當在故事模式開放了本作新登場的角色後，他們也就可以在所有模式中被選用。

### 特殊操作
Dash
Dash即是以比平時更快的速度行走，在空中也可使用（但這與下述的飛行不同）。
飛行
在空中使用時會消耗靈力作出飛行。
擦彈
此處的擦彈與彈幕射擊的作品中所指的不同。當作出Dash或作出部分攻擊技時會進入「擦彈狀態」，當接觸飛行道具或是射擊性質的攻擊時不會受到任何傷害。有部分射擊也會是不能擦彈的，擦彈並不等於「對射擊攻擊無敵」。
回避結界
取消防禦並作出移動，會進入擦彈狀態，此時會消耗一個靈力。另外，這情況與後述的防禦崩潰一樣，會使消耗了的靈力珠變為紅色。
卡使用
使用卡做出不同的戰鬥效果，Cost的設定限制。詳細後述。

### 數值關係
體力
當受到攻擊時便會減少。在故事模式中，體力耗盡會失去一個殘機。在街機模式和自由模式中，則是三盤兩勝制，當任何一方被擊倒兩次後便宣告戰鬥完結。
殘機
只存在於故事模式，當體力耗盡的同時連殘機也沒有的話，就會宣告遊戲結束。
手札
擊中對手，或是被擊中的話都會使手札計量增加，當手札計儲滿一格後就會獲得一個手札。當使用卡時會根據其Cost值而消耗等量的手札數量。手札最多可以儲存5個，儲滿之後除非將卡使用掉，否則手札計不會繼續增加。此外，當沒有卡可以再使用時，手札計也不會再上升。
靈力
飛翔、使用射擊技、防禦對方攻擊或是擦彈，都會消耗一定的靈力。靈力會隨時間慢慢回復。
當沒有靈力的時候，自機會不能使用需要消耗靈力的行動，而在此情況下消耗靈力作出防禦的話，就會引起「防禦崩潰」，解除防禦，並且一段時間內都會呈無防備狀態。發生防禦崩潰時，其中一粒靈力珠會變成紅色，在其回復原本的藍色之前，靈力最大值會因此下降。

## 卡系統
《緋想天》的符卡系統，與其他彈幕射擊作品比較有很大分別。

### 系統概要
勝負
在故事模式中，自機角色會以擁有3個殘機的狀態開始，當體力被扣至0的時候便會失去一個殘機，然後再回復所有體力，當殘機被扣至0的時候便宣告敗北。雖然在一關中，在體力減少了的情況下通關會回復所有體力，但是若失去了殘機，則不會有殘機回復。敵方的角色在體力歸0的時候，會回復所有體力，並進行冠上了符卡名稱的攻擊環節，只要破解敵方所有的符卡攻擊的話便算通關。（由於敵方體力歸零後復活並進行符卡攻擊的次數較多，所以他們在這時的最大體力都會變為平常的一半。）
在街機模式、自由模式中則是先擊倒對手兩次便算勝利。
卡組構築
在使用角色開始戰鬥之前，必須先構築好符卡組合。
可在角色擁有的20枚中，選出1至4枚加入卡組中，在戰鬥中使用。
當手札計增加了一格的時候，會隨機獲得卡組內的卡牌其中一張，使其可以使用。
在故事模式中，設定好的卡組須要由第一關使用到最後一關，在卡組的卡消耗完後，除非失去所有殘機並續關，否則不能再次使用卡。相反，一些帶有變更/強化效果的卡，其效果直至續關之前都是持續的。
在街機模式中，雖然在一局三盤的戰鬥中完結了一場也不會使卡組的卡全部回復，但如果完結了一場戰鬥的話，消耗了的卡即會歸回卡組中。

### 卡使用
使用卡需要消費「手札」。有些是使用後立即就有效果，有些則是有發動準備，被攻擊的話即會中斷而失效。
卡有三個種類，分別為「系統卡」、「技能卡」及「符卡」三種。在進行故事或對戰等模式時可以獲得新的卡。
系統卡
全角色共通可使用的卡。效果分別有改變天候（後述）、回復體力等數值、進行靈擊等等。消耗的手札為1枚。
技能卡
能夠改變必殺技並作出強化。消耗的手札為1枚。
符卡
能發動各角色的強力攻擊。消耗的手札各有不同，最大的要消費5枚。

### 故事模式中的符卡
在故事模式中，敵人使用符卡時會進入犯規的狀態，不會因被攻擊而硬直。發動時會有制限時間顯示，若能在制限時間結束前擊破的話則能取得符卡。但是，即使制限時間已過的時候，敵方仍然會繼續攻擊，直到體力被耗盡為止。此外，發動符卡時的敵人的耐久力會較平時低。

## 天候
或稱為天氣系統，是本作最大的特色之一。戰鬥中的時候，天候會隨時間不斷轉變。戰鬥畫面在上方會有現在的天候和氣質值的顯示，氣質值上升逾50%開始「天氣預報」，達到100%時即會使天候改變，隨後氣質值會逐漸降回0%。在故事模式以外的模式中，天候能為角色付加能力。而在故事模式中，每個天候各有其對應的角色，不過在實際作用上則只有畫面上的效果，不會對戰況有改變。
共有15種天候，不同的天候有不同的效果（最後第16種為特殊天候，僅出現於故事模式中）；另《非想天則》中有所改變的天候效果一併列於此（《非想天則》新增的5種天候則見東方非想天則#天候），細節省略：
| 天候       | 效果 | 中文譯意                   | 備註         |
| ---------- | ---- | -------------------------- | ------------ |
| 晴天（）   |      | 空中飛行程度的天氣         |              |
| 霧雨（）   |      | Spell威力程度的天氣        |              |
| 陰天（）   |      | 符卡槽使用程度的天氣       |              |
| 藍天（）   |      | 連技敏銳程度的天氣         |              |
| 冰雹（）   |      | 靈力強化程度的天氣         |              |
| 花曇（）   |      | 不能使用打擊程度的天氣     |              |
| 花曇（）   |      | 避免打擊程度的天氣         | 《非想天則》 |
| 濃霧（）   |      | 宛如吸血鬼程度的天氣       |              |
| 雪（）     |      | 宛如幽靈程度的天氣         |              |
| 天氣雨（天気雨） |      | 懷疑防禦程度的天氣         |              |
| 疏雨（）   |      | 必殺技全開程度的天氣       |              |
| 風雨（）   |      | 空中戰增強程度的天氣       |              |
| 風雨（）   |      | 風之力借用程度的天氣       | 《非想天則》 |
| 晴嵐（）   |      | 看不見符卡程度的天氣       |              |
| 川霧（）   |      | 距離變化程度的天氣         |              |
| 颱風（）   |      | 勝負紛亂程度的天氣         |              |
| 極光（）   |      | 不知道會發生什麼程度的天氣 |              |
| 緋想天（緋想天） | －   | －                         |              |

## 登場角色

### 既有角色
博麗 靈夢
博麗神社的巫女，為了找出使神社崩塌的犯人，於是四處調查。
霧雨 魔理沙
普通的魔法使，為了解決霧雨持續降下的情況，於是也出發了。
十六夜 咲夜
紅魔館的女僕，為了調查為何人的身體中會出現緋色之氣而出發。
愛麗絲·瑪格特羅依德
魔法使，察覺地震的發生，並因此展開調查。
帕秋莉·諾蕾姬
魔女，雖然自己本來不想行動，但是在看見大家都察覺不到氣質的變化之下，於是就自己起來行動了。
魂魄 妖夢
半人半靈，調查天候變化和幽靈數目減少的原因。
蕾米莉亞·斯卡蕾特
吸血鬼，為了解決天候的變化，於是將有嫌疑的人引到紅魔館，對其進行調查。
西行寺 幽幽子
亡靈，接受天候的變化，還對此加以利用。
八雲 紫
隙間妖怪，看穿了天子的意圖，動身前往阻止異變的持續。
伊吹 萃香
鬼，察覺到有人在蒐集著氣質，為了找出那個人而出發了。
鈴仙·優曇華院·稻葉
月兔，由於永遠亭附近出現了異變情況，為了防止遭受地震，於是出發前往調查。
小野塚 小町
死神，在閒暇的時候得知天候因氣質而改變，於是出發調查。
射命丸 文
鴉天狗，與登上山上的人決鬥。在文的故事模式中，則是由於新聞取材的關係而出發了。
其他輔助出現角色：
- 八雲 藍
- 橙

### 新登場角色

#### 永江 衣玖
，Nagae Iku
種族：妖怪（龍宮使者）
住處：雲之中
能力：讀取環境的能力
別名：
- 　美麗的緋之衣（《緋想天》）
- 　飛天的稀有道具（《DS文花帖》）

登場
- 《緋想天》頭目角色
- 《緋想天》《非想天则》可用角色
- 《心綺樓》觀眾

主題曲：　黑海之紅　～ Legendary Fish（《緋想天》）
龙宫使者，住在龙的世界和人间界之间的缝隙的妖怪。平时就生活在云的里面，守护着龙神。可以听懂龙的语言，把重要的事情传达给人类跟妖怪。本人的性格非常温和，不愿意引起或卷进纷争的性格。传达龙神的话的时候真的“只是传达”而已。因为就算是悲剧的内容都只是像工作一样淡淡地传达，反而成为争执的原因的事也屡屡发生。在预料到幻想乡要发生大地震而去传达的时候，一部分幻想乡的居民就误解了意思。能夠迅速的掌握現場的特性，並融入其中。沒有什麼大事，是不會做出打亂氣氛的事的。以柔克剛。有時甚至可以捨棄自我，以卸除一切的攻擊。不管怎樣都當不了主角。討厭麻煩事經常一個人悠哉的過日子，對別人的行動不感興趣。很少強迫別人接受自己的意見，倒是常常遠遠的看著別人。本身的工作是告知地震將來臨之事。
设定里提及到她是一个皇带鱼的妖怪。
称呼比那名居天子为“长女大人”，但与她并不是上下级关系。基本不会违背天子的意愿，不过暗地里也希望任性的天子能得到一些教训。

#### 比那名居 天子
，Hinanawi Tenshi
種族：後天的天人
住處：天界
能力：操縱大地的能力
別名：
- 　非想非非想天之女（《緋想天》）
- 　有頂天的大小姐（《DS文花帖》）

登場
- 《緋想天》最終頭目（帕秋莉路線、蕾米莉亞路線、射命丸文路線非最終頭目）
- 《緋想天》、《非想天則》可用角色
- 《心綺樓》觀眾
- 《Double Spoiler ～ 东方文花帖》Lv10头目
- 《彈幕天邪鬼》最終日頭目
- 《憑依華》可用角色，河城荷取&秦心路線（與少名針妙丸組隊）和依神女苑&依神紫苑路線（與哆来咪·苏伊特組隊，後來離隊）最終頭目

主題曲
- 　有頂天變　～ Wonderful Heaven（《緋想天》）
- 　幼小心靈的有頂天（《緋想天》）

住在天界的天人。其家族比那名居一族是管理幻想乡一带地震的神官名居一族的部下。当名居一族飞升成为天人的时候，比那名居一族因为侍奉名居一族有功而到了天界居住。但由于没有像其他天人那样经过修炼断绝七情六欲，因此在天人当中会被称为“缺陷天人”。
温室培育的花朵，随心所欲，我行我素。對自己的能力有絕對的自信，轻视自身以外的存在，因此事情进展不顺或能力被人瞧不起时就會很激動。可以說是不像天人的世俗而沒有威嚴。這也是應該的，畢竟本人沒有天人的自覺，只是因為父母侍奉的神官成為神，自己家族也就順便成為天人而已。這太過舒服的環境也對愛玩的天子造成不好的影響，做事完全不考慮別人可以說就是其中之一。ZUN曾经谈到，有缺陷的天人反倒有一股人情味，反过来说，她可能还是天界的一块绿洲呢。
能鎮壓地震，也能引發地震。雖然範圍狭窄，但在幻想鄉范围內的話也可以遠距離撼動地面。而造成地層下陷或土石流等災害也是易如反掌。以要石和绯想之剑作为武器，前者只有比那名居一族能在幻想乡拔插，后者是能确实掌握对手的弱点只有天人可以使用的剑。天子认为只要有要石和绯想之剑，就能够驾驭天·地·人的一切。帽子上的桃子，饿的时候可以拿下来吃，天界的食物有锻炼身体的功效，这使得她的身体非常结实，连咲夜的飞刀都扎不动。
对天界長期終日跳舞、宴會的日子感到無聊的天子，看見地上的妖怪們引發一次又一次的異變，诱使她产生一個想法－－「我，也來引發一個異變，讓地上的人去解決吧。」於是，她帶著要石和緋想之劍，引發地靈殿前的一次小小異變。後來被多方赶來解決異變的人修理一頓後，召集了天女們重新修葺博麗神社，并將要石埋在博麗神社之下。天子通过异变使博麗神社与比那名居一族结缘，这惹怒了八雲紫，兩人后来又在博麗神社大打出手，令已修復好一次的博麗神社再度倒塌。從緋想天裡的對話中可以知道，天子跟八雲紫似乎从前就認識。
博麗神社的第二次重建交由萃香负责，她在开工之日，用自己的能力召集各路人士前往天界与天子对战，以此作为开工纪念。天子这次不再保留实力，逐一击败了来访者。

## 外部連結
- 東方緋想天 官方網站 （页面存档备份，存于） （日語）
- 東方緋想天Wiki （页面存档备份，存于） （日語）